# Glomerella pezizoidea
Glomerella pezizoidea är en svampart som beskrevs av Petr. 1952. Glomerella pezizoidea ingår i släktet Glomerella och familjen Glomerellaceae.   Inga underarter finns listade i Catalogue of Life.